# Marseille-en-Beauvaisis
Marseille-en-Beauvaisis és un municipi francès, situat al departament de l'Oise i a la regió dels Alts de França. L'any 2007 tenia 1.157 habitants.

## Demografia

### Població
El 2007 la població de fet de Marseille-en-Beauvaisis era de 1.157 persones. Hi havia 440 famílies de les quals 108 eren unipersonals (60 homes vivint sols i 48 dones vivint soles), 148 parelles sense fills, 148 parelles amb fills i 36 famílies monoparentals amb fills.
La població ha evolucionat segons el següent gràfic:
Habitants censats

### Habitatges
El 2007 hi havia 485 habitatges, 445 eren l'habitatge principal de la família, 13 eren segones residències i 27 estaven desocupats. 341 eren cases i 143 eren apartaments. Dels 445 habitatges principals, 222 estaven ocupats pels seus propietaris, 206 estaven llogats i ocupats pels llogaters i 17 estaven cedits a títol gratuït; 15 tenien una cambra, 38 en tenien dues, 106 en tenien tres, 119 en tenien quatre i 167 en tenien cinc o més. 288 habitatges disposaven pel capbaix d'una plaça de pàrquing. A 228 habitatges hi havia un automòbil i a 147 n'hi havia dos o més.

### Piràmide de població
La piràmide de població per edats i sexe el 2009 era:
| Homes | Edats   | Dones |
| ----- | ------- | ----- |
| 0     | 95 o +  | 4     |
| 0     | 90 a 94 | 0     |
| 0     | 85 a 89 | 20    |
| 4     | 80 a 84 | 12    |
| 8     | 75 a 79 | 28    |
| 12    | 70 a 74 | 16    |
| 28    | 65 a 69 | 24    |
| 24    | 60 a 64 | 28    |
| 16    | 55 a 59 | 24    |
| 28    | 50 a 54 | 28    |
| 44    | 45 a 49 | 32    |
| 36    | 40 a 44 | 48    |
| 24    | 35 a 39 | 28    |
| 40    | 30 a 34 | 36    |
| 24    | 25 a 29 | 20    |
| 48    | 20 a 24 | 40    |
| 32    | 15 a 19 | 12    |
| 40    | 10 a 14 | 32    |
| 44    | 5 a 9   | 28    |
| 20    | 0 a 4   | 8     |

## Economia
El 2007 la població en edat de treballar era de 723 persones, 563 eren actives i 160 eren inactives. De les 563 persones actives 494 estaven ocupades (283 homes i 211 dones) i 69 estaven aturades (28 homes i 41 dones). De les 160 persones inactives 43 estaven jubilades, 50 estaven estudiant i 67 estaven classificades com a «altres inactius».

### Ingressos
El 2009 a Marseille-en-Beauvaisis hi havia 442 unitats fiscals que integraven 1.059 persones, la mediana anual d'ingressos fiscals per persona era de 16.631 €.

### Activitats econòmiques
Dels 59 establiments que hi havia el 2007, 1 era d'una empresa alimentària, 3 d'empreses de fabricació d'altres productes industrials, 10 d'empreses de construcció, 11 d'empreses de comerç i reparació d'automòbils, 5 d'empreses de transport, 3 d'empreses d'hostatgeria i restauració, 4 d'empreses financeres, 1 d'una empresa immobiliària, 8 d'empreses de serveis, 9 d'entitats de l'administració pública i 4 d'empreses classificades com a «altres activitats de serveis».
Dels 23 establiments de servei als particulars que hi havia el 2009, 1 era una gendarmeria, 1 oficina de correu, 2 oficines bancàries, 2 tallers de reparació d'automòbils i de material agrícola, 2 paletes, 4 lampisteries, 2 electricistes, 1 empresa de construcció, 2 perruqueries, 1 veterinari, 2 restaurants, 1 agència immobiliària i 2 salons de bellesa.
Dels 7 establiments comercials que hi havia el 2009, 1 era un supermercat, 1 una botiga de més de 120 m², 1 una botiga de menys de 120 m², 1 una peixateria i 3 floristeries.
L'any 2000 a Marseille-en-Beauvaisis hi havia 3 explotacions agrícoles.

## Equipaments sanitaris i escolars
El 2009 hi havia 1 farmàcia i 1 ambulància.
El 2009 hi havia una escola elemental. Marseille-en-Beauvaisis disposava d'un col·legi d'educació secundària amb 443 alumnes.

## Poblacions més properes
El següent diagrama mostra les poblacions més properes.